# Homecoming (Art Farmer)
Homecoming è un album di Art Farmer, pubblicato dalla Mainstream Records nel 1971. I brani furono registrati nell'estate del 1971 a New York (Stati Uniti).

## Tracce
Lato A
1. Homecoming – 4:06 (Art Farmer)
2. Cascavelo – 8:39 (Hörst Mühlbradt)
3. Some Other Time – 5:53 (Leonard Bernstein)

Lato B
1. Blue Bossa – 6:47 (Kenny Dorham)
2. Here Is That Rainy Day – 6:26 (Johnny Burke, Jimmy Van Heusen)

Edizione CD del 2008, pubblicato dalla Lone Hill Records
1. Homecoming – 4:10 (Art Farmer)
2. Cascavelo – 8:48 (Hörst Mühlbradt)
3. Some Other Time – 5:58 (Leonard Bernstein)
4. Blue Bossa – 6:55 (Kenny Dorham)
5. Here's That Rainy Day – 6:33 (Johnny Burke, Jimmy Van Heusen)
6. Cascavelo (Live) – 7:45 (Hörst Mühlbradt) – Bonus Track
7. Let's Boom Chitty Boom (Live) – 7:55 – Bonus Track

- Brani numero 6 e 7: registrati dal vivo il 4 giugno 1972 al Heidelberger Jazztage di Heidelberg (Germania)

## Musicisti
- Art Farmer - flicorno
- Jimmy Heath - sassofono tenore, sassofono soprano, flauto
- Cedar Walton - pianoforte
- Samuel Jones - contrabbasso
- Billy Higgins - batteria
- James Forman-Mtume - congas
- Warren Smith - percussioni

Brano CD - numero 6 (Cascavelo)
- Art Farmer - flicorno
- Hörst Mühlbradt - pianoforte
- Niels-Henning Orsted Pedersen - contrabbasso
- Tony Inzalaco - batteria

Brano CD - numero 7 (Let's Boom Chitty Boom)
- Art Farmer - tromba
- Rick Kiefer - tromba
- Ack Van Rooyen - tromba
- Palle Mikkelborg - tromba
- Peter Herbolzheimer - trombone
- Jiggs Whigham - trombone
- Rudi Füsers - trombone
- Ferdinand Povel - sassofoni
- Dieter Reith - organo
- Hörst Mühlbradt - pianoforte
- Siegfried Schwab - chitarra
- Niels-Henning Orsted Pedersen - contrabbasso
- Peter Trunk - secondo contrabbasso
- Tony Inzalaco - batteria
- Ronnie Stephenson - timbales